# 地役権の設定の登記
地役権の設定の登記（ちえきけんのせっていのとうき）は日本における不動産登記の態様の一つで、当事者の設定行為による、地役権の発生の登記をすることである（不動産登記法3条参照）。
囲繞地通行権と異なり、地役権は原則として登記をしないと第三者に対抗できない（民法177条）。地役権は用益物権であるが、登記手続きは同じく用益物権である地上権と大きく異なる部分がある。

## 略語について
説明の便宜上、次のとおり略語を用いる。
法
不動産登記法（平成16年6月18日法律第123号）
規則
不動産登記規則（平成17年2月18日法務省令第18号）
準則
不動産登記事務取扱手続準則（2005年（平成17年）2月25日民二456号通達）
記録例
不動産登記記録例（2009年（平成21年）2月20日民二500号通達）
地役権設定登記
地役権の設定の登記

## 目的物
地上権や賃借権と異なり、不動産の一部を目的とする地役権設定登記をすることができる（令20条4号かっこ書）。また、地上権と異なり、既に地役権設定登記がされている不動産につき、重ねて地役権設定登記をすることができる（1963年（昭和38年）2月12日民甲390号回答、1968年（昭和43年）12月27日民甲3671号回答）。
なお、地役権設定登記を申請する場合、承役地のみならず要役地についても所有権の登記がされていなければならない（法80条3項、1960年（昭和35年）3月31日民甲712号通達第15-1）。

## 地役権者としての適格性
土地の所有権者のみならず、地上権者（1961年（昭和36年）9月15日民甲2324号回答）や登記がされている賃借権者（1964年（昭和39年）7月31日民甲2700号回答）も地役権者となることができる。
一方、賃借権が仮登記である場合には、当該仮登記権利者は地役権者となることはできない（登記研究603-135頁）。

## 登記事項

### 承役地
絶対的登記事項として以下のものがある。
- 登記の目的
- 申請の受付の年月日及び受付番号
- 登記原因及びその日付（以上法59条1号ないし3号）
- 順位番号（法59条8号、令2条8号、規則1条1号・同147条）
- 要役地の表示
- 地役権設定の目的及び範囲（以上法80条1項1号・2号）
- 地役権の設定の範囲が承役地の一部である場合における、地役権図面の番号（規則160条・86条）

また、相対的登記事項として以下のものがある。
- 権利消滅の定め
- 共有物分割禁止の定め（争いあり）
- 代位申請によって登記した場合における、代位者の氏名又は名称及び住所並びに代位原因（以上法59条5号ないし7号）
- 民法281条1項ただし書もしくは285条1項ただし書の別段の定め又は同法286条の定め（法80条1項3号）

上記以外の定めは登記できない。具体例は以下のとおりである。
- 地代その他の報酬の定め（大判1923年（大正12年）3月10日民集16巻255頁）
- 登記権利者の氏名又は名称及び住所並びに登記名義人が複数であるときのそれぞれの持分（法80条2項）
- 承役地の所有者は承役地の浸水その他の影響について一切異議求償等を申し立てない旨の特約（1961年（昭和36年）9月15日民甲2324号回答）
- 存続期間の定め（登記研究444-105頁）

### 要役地
以下の項目が絶対的登記事項である。なお、これらの要役地における登記は職権でされる。#登記の実行も参照。
- 要役地の地役権の登記である旨
- 承役地に係る不動産所在事項及び当該土地が承役地である旨
- 地役権設定の目的及び範囲
- 登記の年月日（以上法80条4項、規則159条1項各号）

### 本稿で述べる事項
本稿では、既述の登記事項のうち代位申請に関する事項以外の事項について、登記申請情報の記載方法を説明する。申請の受付の年月日及び受付番号については不動産登記#受付・調査を参照。

## 登記申請情報（一部）
登記の目的（令3条5号）は、「登記の目的　地役権設定」のように記載する（記録例277）。所有権以外の権利に設定する場合、「登記の目的　1番地上権地役権設定」のように記載する（記録例280）。
登記原因及びその日付（令3条6号）は、設定契約の成立日を日付として「原因　平成何年何月何日設定」のように記載する（記録例277）。
地役権の目的たる土地が農地又は採草放牧地（b:農地法第2条1項）である場合においてb:農地法第3条の許可を要する場合（後述）、設定契約成立日と農地法3条の許可書の到達日のうち遅い日を原因の日付とする。
要役地の表示（令別表35項申請情報、法80条1項1号）は、要役地の所在する市、区、郡、町、村及び字並びに地番、地目及び地積を記載する。
地役権設定の目的（令別表35項申請情報、法80条1項2号）の具体例は以下のとおりである。
- 「目的　通行」（記録例277）
- 「目的　用水使用」（記録例278）
- 「目的　水道管の埋設」（1984年（昭和59年）10月15日民三5157号回答）
- 「目的　庭園観望」（記録例279）
- 「目的　電線路の障害となる工作物を設置しない」（記録例280）
- 「目的　日照の確保のため高さ何メートル以上の工作物を設置しない」（1979年（昭和54年）5月9日民三2863号回答）

範囲（令別表35項申請情報、法80条1項2号）は、「範囲　東側何平方メートル」（記録例277）や「範囲　全部」（記録例279）のように記載する。「範囲　別紙図面のとおり」とすることはできない（登記研究453-124頁）。
民法281条1項ただし書の別段の定め（令別表35項申請情報、法80条1項3号）は、「特約　地役権は要役地と共に移転せず要役地の上の他の権利の目的とならない」のように記載する（記録例279）。
民法285条1項ただし書の別段の定め（令別表35項申請情報、法80条1項3号）は、「特約　用水は要役地のためにまず使用する」のように記載する（記録例278参照）。
民法286条の定め（令別表35項申請情報、法80条1項3号）は、「特約　承役地の所有者は地役権行使のための工作物の設置又はその修繕の義務を負う」のように記載する（記録例282参照）。
権利消滅の定め（令3条11号ニ）は、「特約　地役権者が死亡した時は地役権が消滅する」のように記載する。
共有物分割禁止の定め（令3条11号ニ）を地役権設定登記において登記できるかどうかは争いがある（登記インターネット66-148頁参照）。
登記申請人（令3条1号）は、地役権者を登記権利者、地役権設定者（目的たる権利の登記名義人）を登記義務者として記載する。法人が申請人となる場合、以下の事項も記載しなければならない。
- 原則として申請人たる法人の代表者の氏名（令3条2号）
- 支配人が申請をするときは支配人の氏名（一発即答14頁）
- 持分会社が申請人となる場合で当該会社の代表者が法人であるときは、当該法人の商号又は名称及びその職務を行うべき者の氏名（平成18年3月29日民二755号通達4）。

添付情報（規則34条1項6号、一部）は、登記原因証明情報（法61条・令7条1項5号ロ）、登記義務者の登記識別情報（法22条本文）又は登記済証及び、所有権を目的とする地役権設定登記の場合で書面申請のときには登記義務者の印鑑証明書（令16条2項・規則48条1項5号及び47条3号イ(1)、令18条2項・規則49条2項4号及び48条1項5号並びに47条3号イ(1)）である。法人が申請人となる場合は更に代表者資格証明情報（令7条1項1号）も原則として添付しなければならない。
一方、書面申請の場合でも所有権以外の権利を目的とする地役権設定のときは印鑑証明書の添付は原則として不要である（令16条2項・規則48条1項5号、令18条2項・規則49条2項4号及び48条1項5号）が、登記義務者が登記識別情報を提供できない場合には添付しなければならない（不動産登記規則47条3号ハ参照）。
地役権設定の範囲が承役地の一部であるときには地役権図面の添付を要するが、範囲が承役地の全部であるときには添付は不要である（令別表35項添付情報ロ）。
地役権の目的たる土地が農地又は採草放牧地（b:農地法第2条1項）である場合で、土地を使用する地役権を設定するときはb:農地法第3条の許可書（令7条1項5号ハ）を添付しなければならない場合がある。農地の地下に工作物を設置することを目的とする場合（1969年（昭和44年）6月17日民甲1214号回答）や農地全部を通行することを目的とする場合（登記研究492-119頁）が具体例である。一方、電線路の敷設の場合は添付は不要である（1956年（昭和31年）8月4日民甲1772号通達）。
要役地が承役地と異なる登記所の管轄区域内にある場合、当該要役地の登記事項証明書を添付しなければならない（令別表35項添付情報ハ）。
登録免許税（規則189条1項前段）は、承役地の不動産1個につき1,500円を納付する（登録免許税法別表第1-1(4)）。

## 登記の実行

### 概要
所有権を目的とする地役権設定登記は主登記で実行される（規則3条参照）。所有権以外の権利を目的とする地役権設定登記は付記登記で実行される（規則3条4号）。
なお、権利の消滅に関する登記は、設定の登記とは独立した登記として付記登記で実行される（規則3条6号）。

### 地役権図面に対する記録
申請情報と併せて地役権図面の提供があり、当該申請に基づく登記をした場合、登記官は地役権図面に番号を付し、当該図面に当該申請の受付年月日及び受付番号を記録しなければならない（規則86条1項）。

### 要役地に対する登記
承役地に地役権の登記をした場合、登記官は要役地について職権で、規則159条1項各号に定める事項を登記しなければならない（法80条4項）。登記事項については#要役地を参照。
ただし、要役地が他の登記所の管轄区域内にある場合、当該他の登記所に遅滞なく、承役地の表示・要役地の表示・地役権設定の目的及び範囲・地役権の設定登記申請の受付年月日を通知しなければならない（規則159条2項、準則118条7号・同別記76号様式）。通知を受けた登記所の登記官は遅滞なく、要役地の登記記録の乙区に通知を受けた事項を記録しなければならない（規則159条5項）。
この通知書の様式は以下のとおりである。